# Giovanni Battista Dalla Gostena
Giovanni Battista Dalla Gostena (auch Della Gostena; * um 1530 in Genua; † Dezember 1598 ebenda) war ein italienischer Lautenist, Kapellmeister und Komponist.

## Leben
Dalla Gostena war rein ligurischer Herkunft und legte in jungen Jahren sein Gelübde ab und widmete sich dem Studium der Musik. Auf dem Titelblatt seines Libro primo di madrigali a quattro voci gibt er 1582 an, dass er wohl mehrmals ein Schüler des flämischen Komponisten Filippo de Monte gewesen sei.

“Di Gio. Battista Dalla Gostena Genovese Discepolo di Filippo de Monte nuoamente composti & datiin luce”

„Von Gio. Battista Dalla Gostena Genueser Schüler des Filippo de Monte neu komponiert und ans Licht gebracht“

Eine Sammlung mit einigen seiner Kompositionen, die Madrigali In Dio vedrai, Cantiamo insieme, Tra i capei d’or, Come un’onda è il mio amor, Rispetto di te, Fortuna è ciecha, Gioia, conforto, Io non nego ma non so wurde 1571 beim Verlag von Bartoli in Genua mit den Werken anderer zeitgenössischer Musiker. Er schuf geistliche Vokalmusik, darunter mehrstimmige, aber auch weltliche Musik, insbesondere für das Lautenspiel. Rund zehn Jahre später veröffentlichte er sein Libro primo di madrigali a quattro voci bei Angelo Gardano in Venedig. Es enthält neunundzwanzig Stücke und ist einem genuesischen Adligen namens Raffaele Raggio gewidmet. Um das Jahr 1583 wurde er italienisch Maestro di cappella nel Duomo di Genova ‚Kapellmeister im Dom zu Genua‘

## Werke (Auswahl)
- Primo libro de madrigali a cinque voci. Gardano, Venedig 1584 (ist Rudolf II. gewidmet, dem Kaiser des Heiligen Römischen Reiches).
- Il primoo libro di canzonette a quattro voci. Gardano, Venedig 1586.
- Il secondo libro di canzonette a quattro voci. Gardano, Venedig 1589.
- Il Secondo Libro dei Madrigali a Cinque Voci con i Passaggi. Gardano, Venedig 1595.